# Кукуєць (Дофтяна, Бакеу)
Кукуєць, Кукуєці (рум. Cucuieți) — село у повіті Бакеу в Румунії. Входить до складу комуни Дофтяна.
Село розташоване на відстані 213 км на північ від Бухареста, 39 км на південний захід від Бакеу, 121 км на південний захід від Ясс, 104 км на північний схід від Брашова.

## Населення
За даними перепису населення 2002 року у селі проживали 2468 осіб, з них 2467 осіб (> 99,9%) румунів. Усі жителі села рідною мовою назвали румунську.